# Weltmeisterschaften 2023
Als Weltmeisterschaft 2023 oder WM 2023 werden folgende Weltmeisterschaften, die im Jahr 2023 stattfanden, bezeichnet:
- Badminton:
  - Badminton-Weltmeisterschaft 2023
  - Badminton-Juniorenweltmeisterschaft 2023
- Ballonsport: 5th FAI Women’s World Hot Air Balloon Championship
- Bandy:
  - Bandy-Weltmeisterschaft 2023
  - Bandy-Weltmeisterschaft der Damen 2023
- Baseball:
  - World Baseball Classic 2023
  - U-18-Baseball-Weltmeisterschaft 2023
- Basketball:
  - Basketball-Weltmeisterschaft 2023 in Japan, den Philippinen und Indonesien
  - 3×3-Weltmeisterschaft 2023 in Wien (Österreich)
- Beachvolleyball-Weltmeisterschaft 2023 in Tlaxcala (Mexiko)
- Biathlon:
  - Biathlon-Weltmeisterschaften 2023 in Oberhof (Deutschland)
  - Biathlon-Juniorenweltmeisterschaften 2023
- Billard:
  - Karambolage:
    - Dreiband-Weltmeisterschaft 2023
    - Dreiband-Weltmeisterschaft der Damen 2023
    - Dreiband-Weltmeisterschaft der Junioren 2023
    - Dreiband-Weltmeisterschaft für Nationalmannschaften 2023 in Viersen (Deutschland)
    - Artistique-Weltmeisterschaft 2023

  - Poolbillard:
    - WPA-9-Ball-Weltmeisterschaft der Damen 2023
    - WPA-9-Ball-Weltmeisterschaft 2023
    - WPA-10-Ball-Weltmeisterschaft 2023

  - Snooker:
    - Snookerweltmeisterschaft 2023 in Sheffield (Vereinigtes Königreich)
    - IBSF-Snookerweltmeisterschaft 2023
    - IBSF U21-Snookerweltmeisterschaft 2023
    - IBSF U17-Snookerweltmeisterschaft 2023
    - 6-Red World Championship 2023

  - Russisches Billard:
- Bob- und Skeleton-Weltmeisterschaften 2023 in St. Moritz (Schweiz)
- Weltmeisterschaften im Bogenschießen 2023 in Berlin (Deutschland)
- Boxen:
  - Boxweltmeisterschaften der Frauen 2023
  - Boxweltmeisterschaften 2023
- Cricket:
  - Cricket World Cup 2023
  - ICC Women’s T20 World Cup 2023
  - ICC World Test Championship 2021–2023
- Curling:
  - Curling-Weltmeisterschaft der Damen 2023
  - Curling-Weltmeisterschaft der Herren 2023
  - Curling-Mixed-Doubles-Weltmeisterschaft 2023
  - Curling-Juniorenweltmeisterschaft 2023
  - Rollstuhlcurling-Weltmeisterschaft 2023
- Darts:
  - PDC World Darts Championship 2022/23 in London (England)
  - PDC World Darts Championship 2023/24
  - PDC World Youth Championship 2023
  - WDF World Darts Championship 2023
- Eishockey-Weltmeisterschaft 2023
  - Eishockey-Weltmeisterschaft der Frauen 2023 in Brampton (Kanada)
  - Eishockey-Weltmeisterschaft der U18-Frauen 2023
  - Eishockey-Weltmeisterschaft der Herren 2023 in Tampere und Riga (Finnland und Lettland)
  - Eishockey-Weltmeisterschaft der U20-Junioren 2023
  - Eishockey-Weltmeisterschaft der U18-Junioren 2023
- Eiskunstlauf-Weltmeisterschaften 2023
- Eisschnelllauf:
  - Eisschnelllauf-Einzelstreckenweltmeisterschaften 2023 in Heerenveen (Niederlande)
  - Shorttrack-Weltmeisterschaften 2023 in Seoul (Südkorea)
- Faustball:
  - Faustball-Weltmeisterschaft 2023 in Mannheim (Deutschland)
  - U-18-Faustball-Weltmeisterschaft der Frauen 2023
  - U-18-Faustball-Weltmeisterschaft 2023
- Fechtweltmeisterschaften 2023 in Mailand (Italien)
- Feldhockey-Weltmeisterschaft der Herren 2023 in Bhubaneswar (Indien)
- Fußball:
  - Fußball-Weltmeisterschaft der Frauen 2023 in Australien und Neuseeland
  - U-20-Fußball-Weltmeisterschaft 2023
  - U-17-Fußball-Weltmeisterschaft 2023
  - FIFA-Klub-Weltmeisterschaft 2023
- Weltmeisterschaften im Gewichtheben 2023 in Riad (Saudi-Arabien)
- Grasski-Weltmeisterschaft 2023
- Hallenhockey-Weltmeisterschaft 2023
- Handball:
  - Handball-Weltmeisterschaft der Frauen 2023 in Dänemark, Norwegen und Schweden
  - Handball-Weltmeisterschaft der Männer 2023 in Polen und Schweden
  - U-21-Handball-Weltmeisterschaft 2023
  - U-19-Handball-Weltmeisterschaft 2023
- Inline-Alpin-Weltmeisterschaften 2023
- Inline-Speedskating-Weltmeisterschaften 2023
- Judo:
  - Judo-Weltmeisterschaften 2023 in Doha (Katar)
  - Judo-Juniorenweltmeisterschaften 2023 in Odivelas (Portugal)
- Kanu:
  - Kanumarathon-Weltmeisterschaften 2023
  - Kanurennsport-Weltmeisterschaften 2023
  - Kanuslalom-Weltmeisterschaften 2023
  - Wildwasserrennsport-Weltmeisterschaften 2023 in Augsburg (Deutschland)
- Karate-Weltmeisterschaft 2023 in Budapest (Ungarn)
- Kletterweltmeisterschaft 2023 in Bern (Schweiz)
- Leichtathletik:
  - Leichtathletik-Weltmeisterschaften 2023 in Budapest (Ungarn)
  - Para-Leichtathletik-Weltmeisterschaften 2023
  - Berg- und Traillauf-Weltmeisterschaften 2023
  - Crosslauf-Weltmeisterschaften 2023
  - Straßenlauf-Weltmeisterschaften 2023
- Weltmeisterschaften im Modernen Fünfkampf 2023
- Motorsport:
  - Auto:
    - Formel-1-Weltmeisterschaft 2023
    - FIA-Langstrecken-Weltmeisterschaft 2023
    - Rallye-Weltmeisterschaft 2023

  - Motorrad:
    - Enduro-Weltmeisterschaft 2023
    - Langbahn-Weltmeisterschaft 2023
    - Motocross-Weltmeisterschaft 2023
    - Motorrad-Weltmeisterschaft 2023
    - Seitenwagen-Weltmeisterschaft 2023
    - Superbike-Weltmeisterschaft 2023
    - Supersport-Weltmeisterschaft 2023
- Naturbahnrodel-Weltmeisterschaft 2023 in Deutschnofen (Italien)
- Netball-Weltmeisterschaft 2023
- Orienteering:
  - Mountainbike-Orienteering-Weltmeisterschaften 2023
  - Orientierungslauf-Weltmeisterschaften 2023
  - Orientierungslauf-Juniorenweltmeisterschaften 2023
  - Trail-Orienteering-Weltmeisterschaften 2023
- Pétanque-Weltmeisterschaft 2023
- Radsport:
  - Bahnradsport-Weltmeisterschaften 2023
  - Bahnradsport-Weltmeisterschaften der Junioren 2023
  - Cyclocross-Weltmeisterschaften 2023 in Woensdrecht (Niederlande)
  - E-Cycling-Weltmeisterschaften 2023
  - Gravel-Weltmeisterschaften 2023 in Venetien (Italien)
  - Hallenradsport-Weltmeisterschaften 2023
  - Mountainbike-Weltmeisterschaften 2023
  - Mountainbike-Marathon-Weltmeisterschaften 2023
  - Paracycling-Bahnweltmeisterschaften 2023
  - Paracycling-Straßenweltmeisterschaften 2023
  - Pumptrack-Weltmeisterschaften 2023
  - Straßenradsport-Weltmeisterschaften 2023
  - Urban-Cycling-Weltmeisterschaften 2023
- Rennrodeln:
  - Rennrodel-Weltmeisterschaften 2023 in Oberhof (Deutschland)
  - Rennrodel-Juniorenweltmeisterschaften 2023
- Weltmeisterschaften der Rhythmischen Sportgymnastik 2023
- Ringen:
  - Ringer-Weltmeisterschaften 2023 in Belgrad (Serbien)
  - Ringer-Juniorenweltmeisterschaften 2023
  - Ringer-Kadettenweltmeisterschaften 2023
- Ringtennis-Weltmeisterschaften 2023 in Pretoria (Südafrika)
- Rudern:
  - Ruder-Weltmeisterschaften 2023
  - U23-Weltmeisterschaften im Rudern 2023
  - Junioren-Weltmeisterschaften im Rudern 2023
- Rugby-Union-Weltmeisterschaft 2023 in Frankreich
- Schach:
  - Schachweltmeisterschaft 2023
  - Schachweltmeisterschaft der Frauen 2023
  - Schnell- und Blitzschachweltmeisterschaften 2023
- Schieß-Weltmeisterschaften 2023 in Baku (Aserbaidschan)
  - Schieß-Junioren-Weltmeisterschaften 2023
- Schwimmweltmeisterschaften 2023 in Fukuoka (Japan)
- Segel-Weltmeisterschaften 2023 in Den Haag (Niederlande)
- Ski Alpin:
  - Alpine Skiweltmeisterschaften 2023 in Courchevel (Frankreich)
  - Alpine Ski-Juniorenweltmeisterschaften 2023
  - Telemark-Weltmeisterschaft 2023
  - Alpine Para-Skiweltmeisterschaften 2023 in Lleida (Spanien)
- Skibob-Weltmeisterschaften 2023
- Freestyle-Skiing:
  - Freestyle-Skiing-Weltmeisterschaften 2023 in Bakuriani (Georgien)
  - Freestyle-Skiing-Juniorenweltmeisterschaften 2023 in Italien und Österreich
- Ski Nordisch:
  - Nordische Skiweltmeisterschaften 2023 in Planica (Slowenien)
  - Nordische Junioren-Skiweltmeisterschaften 2023
  - Nordische Skiweltmeisterschaften der Behinderten 2023 in Östersund (Schweden)
- Weltmeisterschaft im Skibergsteigen 2023
- Snowboard:
  - Snowboard-Weltmeisterschaften 2023 in Bakuriani (Georgien)
  - Snowboard-Juniorenweltmeisterschaften 2023
- Sommerbiathlon-Weltmeisterschaften 2023
- Speedski-Weltmeisterschaft 2023
- Squash:
  - Squash-Weltmeisterschaft der Frauen 2022/23
  - Squash-Weltmeisterschaft 2022/23
  - Squash-Mannschaftsweltmeisterschaft 2023
- Taekwondo-Weltmeisterschaften 2023
- Tischtennisweltmeisterschaft 2023
- Weltmeisterschaften im Trampolinturnen 2023
- Triathlon: Ironman 70.3 Weltmeisterschaft 2023
- Turn-Weltmeisterschaften 2023 in Antwerpen (Belgien)
- Unihockey:
  - Unihockey-Weltmeisterschaft der Frauen 2023
  - U-19-Floorball-Weltmeisterschaft 2023 in Frederikshavn (Dänemark)
- Wasserball-Weltmeisterschaften 2023 in Fukuoka (Japan)